# 菅原沙樹
菅原 沙樹（すがわら さき、1986年3月13日 - ）は、日本の女性ファッションモデル。イデア所属。

## 来歴
石川県かほく市出身。4歳下の妹がいる。中学時代はテニス部に入っていた。
雑誌「Audition」への応募をきっかけに2004年からモデル活動を始める。雑誌「With」専属モデルを経て、 現在は「CLASSY.」「MISS」「ar」「With」など数々の ファッション誌でレギュラー出演中。カジュアルからコンサバまで、ジャンルを問わず多数のファッションモデル誌に登場しており、「CLASSY.」では小泉里子に続く二番手として登場している。
2015年10月27日、一般男性と結婚。披露宴は2016年5月に行った。

## 作品
- フォトブック+CD+DVD『doll』（講談社、2010年10月6日発売）[7]

## 出演

### 雑誌
- with（講談社、2005年 - ）
- CLASSY（光文社）レギュラー
- MISS（世界文化社）レギュラー
- ar（主婦と生活社）レギュラー
- mini（宝島社）
- steady.（宝島社）
- GINGER（幻冬舎）
- 美人百花（角川春樹事務所）
- BOAO（マガジンハウス）
- Men’s Jocker（KKベストセラーズ）
- Gainer（光文社）
- BAILA（集英社）
- Style（講談社）
- 別冊ルアール
- nissen

### CM
- カネボウ「プロスタイル」（2005年 - ）
- ユニクロ「ニット」（2012年10月 - ）
- ボシュロム「レニュー」（2012年6月11日 - 2013年1月20日）web広告
- 大塚ベバレジ「JAVA TEA」（2009年4月29日 - 5月6日）TBSオリジナルCM
- 株式会社テスコム（2006年11月 - 2009年11月）
- クラシエ「プロスタイル」（2006年11月 - 2009年3月）
- 日本コカコーラ株式会社「コカコーラ」企業広告（初夏篇）（2005年5月 - 、1クール）

### テレビ番組
- ハケンOLは見た!（テレビ東京、2010年10月18日） - 石川沙織らとゲスト
- 天使の美容室〜髪が乾くまで〜（フジテレビ、2011年6月20日 - 23日）
- ハシゴマン（TOKYO MX、#21 杉並区阿佐ヶ谷 2012年3月1日）
- 東京上級デート（テレビ朝日、＃20 豊洲 2012年8月22日・＃80 池袋 2013年11月27日）
- 美少女ヌードル（テレビ朝日、2012年5月1日）

### テレビドラマ
- 華和家の四姉妹 第9話（TBS、2011年9月4日） - モデル 役

### ラジオ番組
- interFM「稲川龍男のBEAUTY CHAGE」
- FMぐんま「森きみのHeart Squall」
- MBSラジオ「もっともゴチャ・まぜっ！」

### ファッションショー
- 神戸コレクション 2007 A/W～
- 東京ガールズコレクション 2009 S/S～
- 東京ガールズコレクション in OKINAWA

### PV
- RIP SLYME「Galaxy」（2004年）

### WEB
- 菅原沙樹 モッテコ書店 （2010年8月25日）